# Jean Rodier
Jean Rodier (Parigi, 4 luglio 1891 – 10 maggio 1965) è stato un nuotatore e pallanuotista francese.
È stato un membro della Francia che ha partecipato ai Giochi di Stoccolma 1912. Era stato selezionato per partecipare anche alla gara dei 100m sl, ma non gareggiò.